# Samseong-dong, Daejeon
Samseong-dong (koreanska: 삼성동, 三省洞) är en stadsdel i staden Daejeon i  den centrala delen av Sydkorea, 140 km söder om huvudstaden Seoul. Den ligger i stadsdistriktet Dong-gu.